# Traubia (Plantae)
Traubia, monotipski rod lukovičastih geofita iz porodice zvanikovki. Jedina je vrsta T. modesta, do 15 cm visoka trajnica iz obalnog područja sjevernog i srednjeg Čilea, danas u ozbiljnoj opasnosti od izumiranja.
Rod je nekada bio uključivan u podtribuse Hippeastrinae i Traubiinae